# Вовкун Василь Володимирович
Васи́ль Володи́мирович Вовку́н (нар. 16 червня 1957, Мацошин, Львівська область) — український режисер, сценарист, культуролог. Міністр культури і туризму України у 2007–2010 роках, генеральний директор-художній керівник Львівського національного академічного  театру опери та балету імені Соломії Крушельницької.

## Біографія
Вовкун Василь Володимирович народився 16 червня 1957 року в с. Мацошині, Жовківського району, Львівської області.
1972 року — закінчив Мацошинську восьмирічну школу.
1974 року — закінчив Нестерівську (Жовківську) середню школу № 1.
1976 року — навчався на акторському факультеті студії театрального мистецтва при Львівському академічному українському драматичному театрі імені Марії Заньковецької (майстерня Сергія Данченка, Олексія Ріпка, Анатолія Ротенштейна).
1976–1977 роки — актор Вінницького українського музично-драматичного театру імені Миколи Садовського.
1977—1981 роки — навчався на акторському факультеті Київського державного інституту театрального мистецтва імені Івана Карпенка-Карого (фах — актор драми і кіно. Майстерня В. Зимньої).
1981–1989 роки — актор Чернівецького українського музично-драматичного театру імені Ольги Кобилянської.
1989–1994 роки — актор Київського театру-студії «Будьмо!».
1988 рік — член Національної Спілки театральних діячів України.
1994–1998 роки — головний режисер-постановник Українського державного центру культурних ініціатив Мінкультури України.
1994–2005 роки — засновник та художній керівник режисерської майстерні «Мистецьке агентство „Арт Велес“».
1996 рік — член Українського національного комітету Міжнародної ради з організації фольклорних фестивалів.
2002–2003 роки — перший заступник Голови Національної Спілки театральних діячів України.
1994–2005 роки — художній керівник Державного підприємства «Україна мистецька».
2005–2007 роки — художній керівник Державного підприємства «Державне концертне агентство „Україна“».
2006–2007 роки — заступник голови національної ради з питань культури і духовності при Президентові України.
2007 рік — художній керівник Мистецького Агентства «V-ART».
2007–2010 роки — Міністр культури і туризму України.
2007–2022 роки— професор Національної академії керівних кадрів культури і мистецтв.
2014–2017 роки – художній керівник  Львівського національного театру опери та балету ім. С. Крушельницької;
2017 рік – професор Львівської національної музичної академії ім. М. Лисенка
22 лютого 2017 року призначений Генеральним директором-художнім керівником Львівського національного театру опери та балету ім. С. Крушельницької.

## Почесні звання та відзнаки
- Заслужений діяч мистецтв України (1998)[4];
- Народний артист України (2007)[5];
- Орден «За заслуги» III ступеня (2005)[6];
- Орден «За заслуги» II ступеня (2017)[7];
- Найкращий режисер музичних видовищ України (1994, фестиваль «Нові зірки старого року»);
- Найкращий режисер масових видовищ України (1997, 1998, 1999, "Національний музичний рейтинг «Профі»);
- Премія Золотий тризуб за експериментальність у сучасному українському мистецтві у номінації «Режисер» (1997);
- Національна премія України імені Тараса Шевченка (2025)[8].

### Церковні відзнаки
- Орден Святого Рівноапостольного князя Володимира Великого III, ІІ і І ступенів (2006, 2010, 2014) (УПЦ КП);
- Орден «Христа Спасителя» ступеня (2007) (УПЦ КП);

## Творчий доробок
Головний режисер-постановник понад 450 культурно-мистецьких подій: мистецьких видовищ, неомістерій, класичних опер, державних, релігійних та професійних свят, народних дійств, вітчизняних та міжнародних конкурсів і фестивалів, молодіжних масових акцій, альтернативних концертів, днів української культури і мистецтва у Німеччині, Франції, Китаї, Словаччині, Польщі, Сербії, Грузії, Азербайджані.
- мистецьких видовищ:
  - опери-ораторії І. Стравінського «Цар Едіп» (1996, м. Славутич; 1998, Київ);
  - містеріального шоу-дійства «Золоті ворота тисячоліть» (1999, Київ);
  - мега-шоу «Спілкування заради Майбутнього» за кантатою К. Орфа «Карміна Бурана» (2007, Київ);
  - Дні вшанування пам'яті жертв голодомору — геноциду 1932—1933 рр. в Україні: скорботна хода, Національна хвилина пам'яті, музично-світлова інсталяція під час Всеукраїнської акції «Засвіти свічку!» (2004–2014) Київ).

- неомістерій:
  - «Я. (Романтика)» за М. Хвильовим (1993), «Знай себе» за П. Тичиною (1994), «Я не хочу вертатись в СРСР» за І. Багряним (1996), «Сповідь» за М. Рильським (1995), «Знай себе» за Г. Сковородою (2002), «Нічні концерти» за М. Бажаном (1994—1999), «Білий птах» за І. Миколайчуком (2006), «Ті, що походять від сонця» за В. Павліковським (2007), «Ярмарок» за В. Зубицьким (2006), «Зірка Полин» (1997) та інших.

- ораторій:
  - Є. Станковича «Панахида за померлими з голоду» (2004—2005);
  - Б. Бріттена «Воєнний реквієм» (2004);
  - Ю. Ланюка «Скорботна мати» (2008);
  - Є. Станкович "Псальми війни" (2023).

- класичних опер:
  - Джузеппе Верді «Бал-маскарад», Львівська Національна Опера (2005);
  - Бенджамін Бріттен «Поворот гвинта» Національна консерваторія імені Петра Чайковського (2005);
  - Костянтин Данькевич «Богдан Хмельницький» Донецька Національна Опера (2005).
  - В.А. Моцарт "Весілля Фігаро" Варшавська камерна опера (2015);
  - Євген Станкович "Коли цвіте папороть" Львівська національна опера (2017);
  - Дж. Верді "Набукко" Одеська національна опера (2017);
  - В.А. Моцарт "Дон Жуан" Львівська національна опера (2018);
  - Іван Небесний "Лис Микита" Львівська національна опера (2020);
  - Іван Небесний "Хитрий Лис" Дніпровський оперний театр (2023);
  - Франсіс Пуленк "Діалоги Кармеліток" Львівська національна опера (2024).
- балетів:
  - Ігор Стравінський "Пульчинелла" і "Весна священна" Львівська національна опера  (2018);
  - Дмитро Данов "Пізнай себе" (модер-балет) Львівська національна опера (2022);
  - Іван Небесний "Тіні забутих предків" Львівська національна опера (2023).
- інавгурації Президента Віктора Ющенка (2005).

- артшоу «Україна — серце Європи» — церемонія відкриття пісенного конкурсу «Євробачення-2005 в Україні».

- фестивалів і конкурсів:
  - Всеукраїнського фестивалю сучасної пісні та популярної музики «Червона рута» (1989—1997). В 1989 — асистент режисера,[9] 1991, 1993, 1995 — головний режисер, 1997 — член журі;
  - Міжнародного конкурсу артистів балету імені С.Лифаря (1993–1996);
  - Міжнародного фестивалю українського фольклору «Берегиня» (Луцьк, 1994, 1998);
  - Фестивалю традиційної народної творчості «Покуть» (Харків, 1996, 1998);
  - Літературно-мистецького фестивалю «Лесина осінь» (1994–2007, Ялта);
  - Фестивалю української культури у Польщі (Сопот, 2000–2007).

Автор п'єс:
- «Батьківські пороги» за Григором Тютюнником (1985);
- «Поранкова душа» за Ольгою Кобилянською (1988).

Автор книг:
- «Морозяне щастя» (Київ. «Молодь», 1991);
- «Фрески» (Львів, «Кальварія» 2001);
- «Паралельні видива» у 4 томах (Київ, 2007, Львів 2017).

Колекціонер українського сучасного та народного живопису, народного одягу.
Організатор виставок:
- «Незалежне мовчання» (ПМ Український Дім (2001), Ялтинський державний об'єднаний історико-літературний музей (2003), галерея «Родовід» (2004);
- «Коло» (Національний музей українського мистецтва (2002);
- Дні української культури в Грузії (2004);
- «Кольори та мелодії українських свят» (ПМ Український дім (2005—2006), Харків, Дніпро, Кропивницький, Суми, Полтава, Одеса, Миколаїв, Сімферополь, Севастополь, Херсон, Запоріжжя, Ялта, «Український музей» м. Вінніпег (Канада) — 2007 рік.

- Кандидат культурології, дисертація: "Український авангард в контексті західноєвропейських культуротворчих процесів (10-х — початку 30-х рр. ХХ ст.) (2011).
- Професор (2020);
- Член-кореспондент Національної академії мистецтв України (2024)